# Émerainville
 Émerainville  es una población y comuna francesa, en la región de Isla de Francia, departamento de Sena y Marne, en el distrito de Torcy y cantón de Champs-sur-Marne.

## Demografía
| 361 | 621 | 743 | 2453 | 6766 | 7033 | 6981 |
| Para los censos de 1962 a 1999 la población legal corresponde a la población sin duplicidades (Fuente: INSEE [Consultar]) |     |     |      |      |      |      |